# Eneas Energy

Eneas är ett företag som ägnar sig åt energirevisioner, momsrevisioner och samköp av el. 
Bolaget är privatägt, har ca 260 anställda och bedriver verksamhet i Norge och Sverige. Koncernen har sitt huvudkontor i Drammen och har avdelningskontor i Trondheim och Strängnäs. Namnet uppkom 2005 i samband med sammanslagningen av Norsk Energirevisjon AS och Encom AS. 
Eneas har genom åren stöttat både idrott och kulturliv genom att sponsra organisationer som Bellona, Strømsgodset Musikkorps och aktörer inom norsk idrott. Koncernen är certifierad som ett Miljöfyrtorns-företag och är medlem i Miljöindex. 

## Historia
Bolaget grundades 1995 under namnet Norsk Energirevisjon AS (NERAS) av Thomas Hakavik, Olav Sølverud och Bjørn-Aksel Hjelmtvedt. Under de första åren bedrev man endast energirevision, men 1996 etablerades bolaget Encom AS som inledde kollektivmätning av näringsfastigheter. 
1998 började NERAS med energioptimering och det första EPC-projektet (Energy Performance Contracting) inleddes samma år. 
1999 expanderade NERAS till Sverige och öppnade kontor I Göteborg. Under den tiden idkade man endast energirevisionsverksamhet.
2006 flyttades det svenska huvudkontoret till Strängnäs. Under samma år som NERAS etablerades i Sverige grundades även call-centret Neras Direkte AS som förlades till Trondheim. Neras Direkte erbjöd interna och externa tjänster via telefonförsäljning. Med Eneas erfarenhet inom flera områden ville bolaget öka satsningen på Effektiv Energiförbrukning och utveckla kompetensen av byggautomatisering. Till följd av detta köpte Eneas Energy bolaget Intent AS år 2007. Samtidigt etablerades en energiförvaltningsmiljö med Powertrades stiftelse i Norge och Sverige. Efter tre års drift såldes Powertrade till Ringeriks-Kraft AS.
2009 köpte man upp EnergiCompagniet AS för att ytterligare öka kompetensen inom Effektiv Energiförbrukning och projektstyrning. EnergiCompaniet och Intent är båda sammanslagna med Eneas Energy AS. Under år 2009 utarbetade man en strategi för att få fotfäste I Tyskland. Man köpte bolaget Nord Energie GMBH i Berlin och tog över deras energitjänster i samarbete med en tysk TM-byrå. Bolagets namn ändrades till Eneas Energy GMBH och produktionsområdet breddades till att även innefatta energirevisionstjänster. Satsningen i Tyskland lades ner 2012.
2010 grundades verksamhetsområdet försäkringsmedling och 15 juni 2011 godkände norska Finanstilsynet bolaget Eneas Broker som försäkringsmedlingsföretag. Bolaget är registrerat som gränsöverskridande verksamhet av Norge och kan på grund av detta också vara verksamt som försäkringsmedlingsföretag I Sverige.

## Ägarskap
År 2000 sålde grundarna 50 % av bolaget till Statoil ASA. Detta ägandeskap varade fram till 2005. Under dessa år hade bolaget växt snabbt med en årlig dubblering av omsättningen och klassades som en gasellverksamhet. 2005 genomgick bolaget en management buy-out med nya strategiska investerare. Dessa investerare hade en bakgrund inom industri (mestadels inom Orkla ASA) eller ett stort fastighetsnätverk. Ca 30 % av bolaget ägdes vid tidpunkten av bolagets anställda.
I september 2010 köpte Londonbaserade Palamon Capital Partners Ltd. 80 % av bolaget och etablerade sig som största aktieägare. Bolagets anställda fick resterande 20 %. 3 januari 2012 räckte CEO Thomas Hakavik över stafettpinnen till Andrè Løvestam. Hakavik själv tog rollen som utvecklingschef. Det dröjde dock inte länge innan Hakavik återigen tog CEO-rollen. Løvestam drog sig tillbaka sommaren 2013 och Hakavik återtog sin forna position.
Sommaren 2016 sålde Palamon capital sina aktier i Eneas till Norvestor, som nu är den största ägaren.